# Apseudes seurati
Apseudes seurati är en kräftdjursart som beskrevs av Giuseppe Nobili 1906. Apseudes seurati ingår i släktet Apseudes och familjen Apseudidae. Inga underarter finns listade i Catalogue of Life.